# 皋蘭県
皋蘭県（こうらん-けん）は中華人民共和国甘粛省蘭州市に位置する県。県人民政府の所在地は石洞鎮。

## 地理
皋蘭県は東経103度32分から104度14分、北緯36度05分から36度50分に位置し、東は白銀市、楡中県、南は蘭州市の市区、西は永登県、北は景泰県に接する。

## 歴史
漢初に金城郡金城県が設置、北魏の時代には子城県が設置された。隋初は蘭州総管府に属したが、府制廃止にともない金城郡金城県が設置された。唐代以降は蘭泉県とされたが、唐末五代には吐蕃の版図に組み込まれた。宋代以降は蘭州の管轄とされ、1738年（乾隆3年）、県内に位置する皋蘭山より皋蘭県と改称された。
中華民国が成立すると皋蘭県は甘粛省の省会が設置される重鎮であり、その管轄範囲も現在より広く蘭州市・白銀市の大部分を含んでいた。1931年（民国20年）5月、皋蘭県城廂地区に蘭州市が新設されると省会も移転、1949年に中華人民共和国が成立すると当初は蘭州市の管轄とされたが、1951年8月に省直轄に、1956年1月に定西専区に移管され、更に1958年12月には皋蘭県は廃止となり白銀市に編入された。1961年2月に皋蘭県が再置された際は当初白銀市の管轄とされたが、1963年10月に再び定西専区の、更に1970年4月以降は蘭州市の管轄となっている。

## 行政区画
4鎮を管轄：
- 鎮：石洞鎮、什川鎮、水阜鎮、黒石鎮

## 交通

### 鉄道
- 中国国家鉄路集団
  - 包蘭線

（蘭州方面）- 水源駅 - 邵家堂駅 - 前長川駅 - 紅圏溝駅 - 皋蘭駅 - 土竜川駅 - 豊水村駅 - 朱家窯駅 -（銀川方面）
- - 銀蘭旅客専用線
    - 秦王川駅

### 道路
- 高速道路
  - 京蔵高速道路
  - 連霍高速道路
- 国道
  - G109国道